# 珠江橋牌廚娘

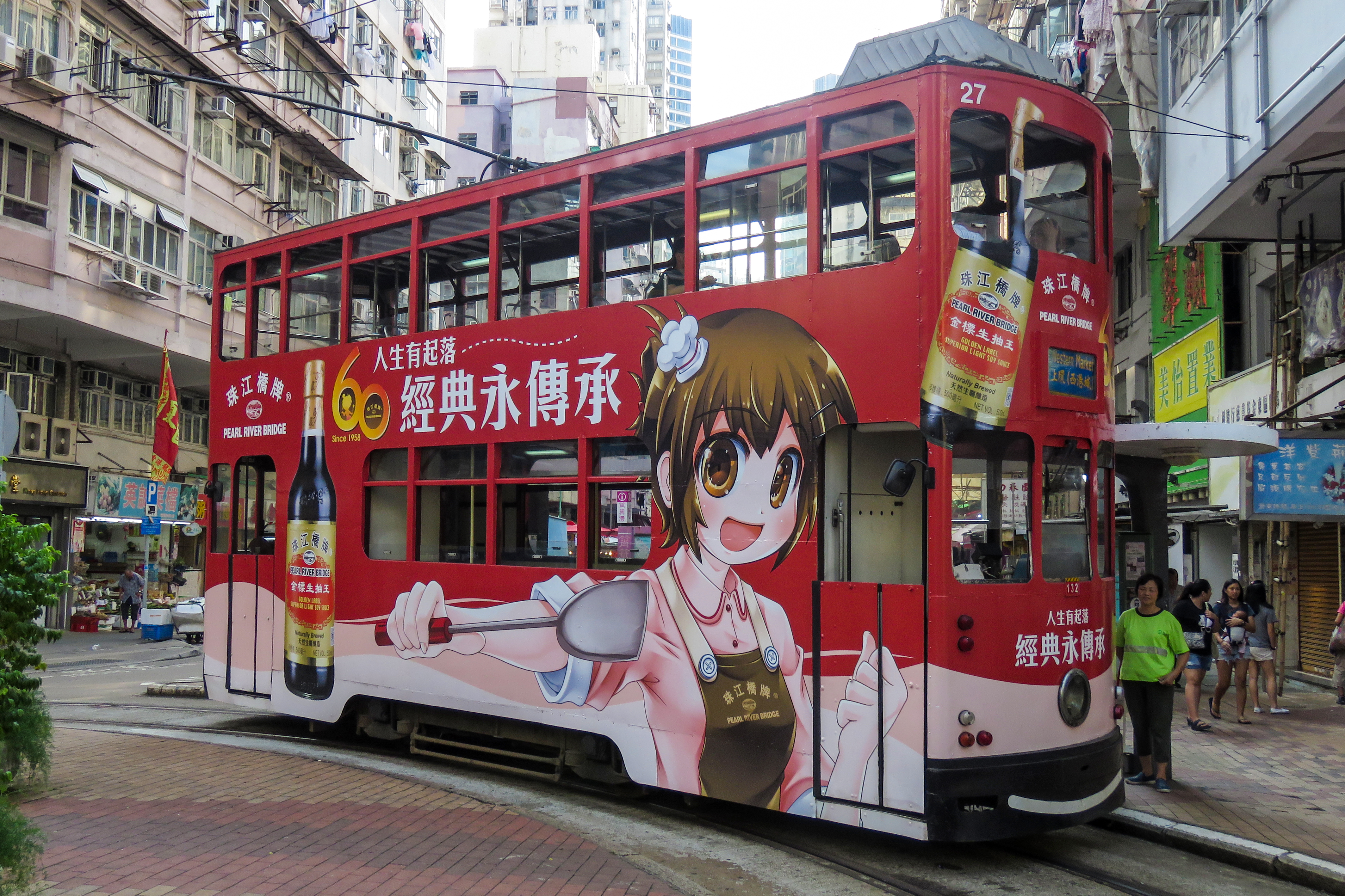
香港電車上珠江橋牌廚娘廣告

廚娘小橋是香港豉油品牌珠江橋牌為宣傳旗下生抽王的虛擬代言人，2016年6月推出，由畫師Exam Sum負責角色設計及人物繪畫。在2017年6月出現香港電車車身的宣傳廣告後，在各新聞媒體報導和互聯網傳播後迅速引起不小迴響。
由於珠江橋牌廚娘受到廣泛好評，珠江橋牌於2017年10月19日在珠江橋牌Facebook粉絲專頁將珠江橋牌廚娘定命為「廚娘小橋」及在專頁推出四格漫畫，並陸續推出廚娘小橋的姐姐大橋、黑貓大豆及金髮女孩Cha Cha的設定。因7月4日是小橋活動代言角色「廚娘」正式登場的日子而定為生日。

## 企劃

廚娘Q版的造型提案

### 背景
畫師Exam Sum（香港報章誤名岑達勇，實名岑駿勇）是香港正形設計學校畢業，畢業之初與同人組織成員開創一間獨立遊戲公司，然後轉入了廣告設計公司工作。2016年年中Exam Sum廣告公司跟珠江橋牌商討一個名叫「美女廚房」的烹飪推廣活動，廣告公司老闆知道Exam Sum平時有畫一些動漫插圖，於是把Exam Sum作品供予對方參考；對方覺得這種角色風格可用作推廣形象，當時Exam Sum也感覺相當意外。因為之前有另一個客戶看到萌系動漫角色時認為「太幼稚」、「太卡通」，Exam Sum知道珠江橋牌對此有興趣時是十分驚訝的。
珠江橋牌覺得萌系動漫角色能吸引年輕消費者、能讓品牌形象年輕化，於是在2016年暑假「美女廚房」烹飪班活動，由打算請模特兒推廣而改用了Exam Sum畫的萌系廚娘作推廣活動。

### 設計
由於珠江橋牌是傳統豉油品牌，珠江橋牌要求角色設計帶有健康風格，又要顯示出其傳統感覺。Exam Sum設計過數款不同的作品讓對方選擇。因應角色上對方要求簡潔鮮明，同時給人「入屋」的感覺。最初設計的廚娘是着拿豉油的，對方認為有點硬銷，於是又調整了設計。而且傳統品牌對廣告要求很細密，在字眼同用色方面較為小心；但在「廚娘」角色的創作上，就給了Exam Sum好大的發揮空間。
而裙的長短更經過多次修改，最初的廚娘身穿青春可愛的短裙，但擔心讓人感覺不太端莊，於是又考慮過改穿長褲，可是感覺與形象上不太配合，所以最終選擇穿裙子的形象。經過草圖、調色和服裝修改，又吸收了珠江橋牌的意見。角色外表為一般的美少女形象，有着黑色的頭髮以及黑色的眼睛，左手拿著鑊鏟；而服裝方面則是穿上品牌的圍裙及迷你裙的廚娘設計，並且搭配了以粉紅色為主軸的上衣以及紅色的格子短裙。

## 宣傳

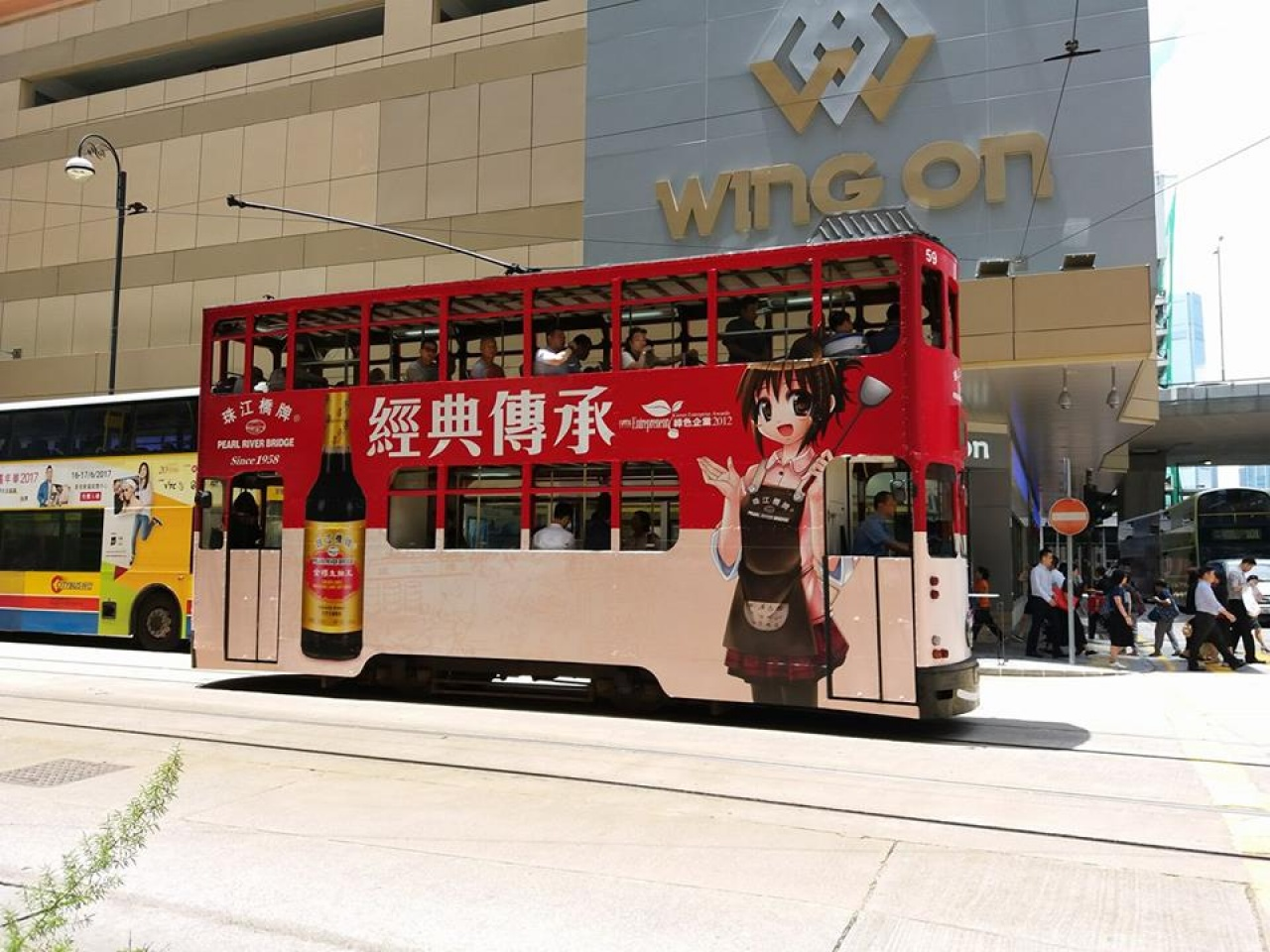
電車上珠江橋牌廚娘廣告

珠江橋牌廚娘早於2016年10月已出現在澳門的巴士車身廣告，並在Facebook——ACG公開群組上載，不過當時未引起很大迴響。
而廚娘引起的迴響是2017年6月行駛在香港島的電車廣告。珠江橋牌曾構想租用巴士或港鐵等交通工具作流動宣傳，因電車流動廣告價格比巴士及港鐵更貴：巴士車身廣告月費3萬至5萬港元，但電車每月就要20萬至30萬港元。雖然廣告費用較昂貴，但電車發出的叮叮聲響吸引，且車速緩慢，可吸引人們駐足觀看，更重要的是電車歷史悠久，能配合珠江橋牌形象。及後受到網民關注熱議和Facebook轉傳電車照片，並且得到各新聞媒體報導而廣泛傳播。

## 影響
由於香港對比日本和台灣等地接受動漫風格作品的程度相對較低，多數香港市民仍然當動漫是次文化，因此珠江橋牌廚娘以二次元角色宣傳被認為是一大突破。而珠江橋牌廚娘全副廚裝出場，外表氣質賢淑又不失萌味的日系動漫風，頓時引起不少網民關注和留言討論，認為有讓人耳目一新的感覺，亦成功為珠江橋牌帶來宣傳之效，並且希望在廣告宣傳上帶來新意。而廚娘引起非常之大的曝光率及迴響，亦令香港廣告宣傳上願意了解及嘗試動漫風的意念。日本網友也在Twitter貼文轉載珠江橋牌廚娘電車照片，認為這是香港首架「痛電車」。
而珠江橋牌廚娘成功掀起話題也促使另一豉油品牌美味棧效法，在網上招募畫師繪畫醬油少女，很快便採用一幅香港畫師陳小球的作品，並命名為「悠美」。

## 外部連結
- （繁體中文） 珠江橋香港的Facebook專頁